# Carlos Belli
Carlos Belli Core (Biella, Piamonte, 5 de septiembre de 1857-Ica, Perú, 11 de julio de 1926) fue un arqueólogo aficionado, de origen italiano, que desde 1879 radicó en el Perú. Abuelo del poeta Carlos Germán Belli.

## Biografía
Hijo de Pedro Belli y María Core. En 1879 viajó al Perú y se estableció en Ica, consagrándose a la industria vitivinícola. De casualidad llegaron a sus manos unas objetos cerámicos de la cultura nazca y, atraído por su decoración estilizada, empezó a realizar excavaciones en 1909. Reunió así innumerables ceramios o huacos y convirtió su casa en un museo (hoy Museo Arqueológico Carlos Belli). 
Estudiando la iconografía nazca, creyó encontrar semejanzas de esta cultura con las antiguas culturas de la India (valles del Indo y el Ganges), lo que le llevó a sostener la aventurada teoría de la influencia cultural de la Edad del Bronce del Viejo Mundo en el Antiguo Perú.

## Publicaciones
- Álbum histórico. Civilización Nazca. Perú, edad de bronce (1921).

Teniendo como base sus trabajos inéditos, su hijo Próspero L. Belli continuó desarrollando sus teorías y publicó en 1960 un libro titulado La civilización Nazca.